# الديمقراطية في أمريكا (كتاب)
من أجل دراسة الديموقراطية في الولايات المتحدة، انظر إلى سياسة الولايات المتحدة.
الديموقراطية في أمريكا (بالفرنسية: De la démocratie en Amérique)‏ هو كتاب كلاسيكي ألفه ألكسيس دو توكفيل في جزئين نُشر الأول في عام 1835 والثاني في عام 1840. يترجم عنوان الكتاب حرفيا إلى اللغة الحرفية ب من الديموقراطية في أمريكا وإلى اللغة الإنجليزية ب On Democracy in America. في الكتاب، يتطرق الكاتب إلى الثورة الديموقراطية التي هي، حسب نظره، واقعة منذ القرون القليلة السابقة.
في عام 1831، أرسلت الحكومة الفرنسية كلا من ألكسيس دو توكفيل وغوستاف دي بومونت من أجل دراسة نظام السجون الأمريكي. في رسالات أرسلها توكفيل فيما بعد، أشر إلى أنه وزميله بومونت استغلا مكانتهما الرسمية من أجل دراسة المجتمع الأمريكي ككل، بدلا من دراسة نظام السجون .

## المواضيع الأساسية

### الأساس التطهيري
تطهيرية

## الترجمات
تعرض الكتاب إلى العديد من الترجمات يعود آخرها إلى عام 2010. كان ذلك بقلم جيمس شلايفر.

## وصلات خارجية
- الديموقراطية في أمريكا على موقع الموسوعة البريطانية (الإنجليزية)